# کامبوج
کامبوج با نام رسمی پادشاهی کامبوج (به خمر: ព្រះរាជាណាចក្រកម្ពុជា) کشوری مستقل در جنوب شرق آسیا واقع در منطقه هندوچین است. کامبوج با مساحت ۱۸۱٬۰۳۵ کیلومتر مربع؛ نودمین کشور پهناور جهان و با جمعیت بیش از ۱۶٬۷۱۸٬۹۶۵ میلیون نفر، هفتادویکمین کشور پرجمعیت جهان است.
از نظر جغرافیایی کامبوج بخشی از شبه‌جزیره هندوچین به‌شمار می‌آید و با تایلند، لائوس، و ویتنام هم‌مرز است. کامبوج با تایلند از شمال و باختر و با لائوس از شمال و با ویتنام از خاور و جنوب خاوری همسایه است همچنین کامبوج از جنوب به خلیج تایلند پیوند می‌خورد.
کامبوج کشوری با پادشاهی مشروطه از سال ۱۹۵۳ میلادی و پایتخت آن پنوم پن است. جمعیت این کشور ۱۶٫۷ میلیون نفر و زبان رسمی آن خِمِر است که خط ویژه خود را دارد. دین ۹۶ درصد از مردم این کشور بودایی و واحد پول آن ریـِل است. ۹۰ درصد از مردم آن از تبار خمر، ۵ درصد ویتنامی‌تبار و بقیه از اقوام مختلفند.

فرهنگ کامبوج، به‌شدت تحت تأثیر بودیسم  ترواده است. مردم این کشور به روحیهٔ ابتکار، بداهه‌پردازی و سازگاری شهرت دارند. بخش بزرگی از اقتصاد کامبوج به‌صورت غیررسمی و کمتر تحت نظارت اداره می‌شود.
کامبوج پس از ۱۰۰ سال استعمار فرانسویان در سال ۱۹۵۳ به استقلال رسید. نظام سیاسی کامبوج پادشاهی مشروطه است و ریاست کنونی دولت آن را هون سن برعهده دارد که با بیش از ۳۴ سال حکومت، طولانی‌ترین حکومت را در جنوب شرق آسیا داشته است.
رژیم خمرهای سرخ در سال ۱۹۷۵ پس از پنج سال جنگ داخلی در کامبوج در جنوب شرقی آسیا به حکومت رسیدند. حدود یک میلیون و هفتصد هزار نفر، حدود یک چهارم جمعیت کامبوج بین سال‌های ۱۹۷۵ تا سال ۱۹۷۹ به وسیله رژیم مائویستی خمرهای سرخ در کامبوج کشته شده یا بر اثر گرسنگی شدید جان خود را از دست دادند.
خمرهای سرخ می‌خواستند جامعه‌ای کمونیستی، بدون طبقه و خودکفا بسازند و کشور را به «سال صفر» بازگردانند. آن‌ها با حذف پول، مذهب، آموزش و مالکیت خصوصی، به‌زور شهرنشینان را به کار اجباری در مزارع فرستادند. برای رسیدن به این هدف، هرکس را که تحصیل‌کرده، شهرنشین یا منتقد بود، دشمن می‌دانستند و او را اعدام یا به مرگ تدریجی در اردوگاه‌های کار محکوم می‌کردند. نتیجه، مرگ حدود یک‌چهارم جمعیت کامبوج بود.
مردم کامبوج در سال ۱۹۷۹ با حملهٔ ارتش ویتنام به رژیم خمرهای سرخ و سرنگونی آن، از این حکومت رهایی یافتند. امروزه کامبوج نظامی پادشاهی مشروطه دارد، اما در عمل تحت سلطهٔ یک حزب حاکم اقتدارگرا به رهبری نخست‌وزیر سابق هون سن اداره می‌شود.
مهاجرت شمار زیادی از ویتنامی‌ها به کامبوج، گسترش بیماری ایدز، فساد اداری و مین‌های به جا مانده در زمین از مشکلات کنونی سیاسی و اجتماعی کامبوج به‌شمار می‌آیند.
سه کشور چین، ژاپن و کره جنوبی از نزدیک‌ترین شرکای اقتصادی این کشور به شمار می‌روند، زیرا سرمایه‌گذاری‌های قابل توجهی در زیرساخت‌های آن انجام داده‌اند.
از اصلی‌ترین دیدنی‌های کامبوج می‌توان: مجموعه‌ای کهن از نیایشگاه‌های هندو به نام آنگکور وات (شهر معابد) را نام برد که در استان سیه‌م رئاپ واقع شده است.
پرچم کامبوج دارای سه نوار افقی (دو نوار آبی در بالا و پایین، و یک نوار قرمز در میانه) است که تصویر آنگکور وات، معبد نمادین این کشور، در مرکز آن قرار دارد. در این پرچم، رنگ آبی نماد سلطنت، قرمز نماد مردم و سفید نماد معنویت و فرهنگ است.

## ریشه نام
لفظ «کامبوج»، تلفظی به زبان فرانسوی است. نام دوره باستان این کشور، «کمبوجا» وابسته به لفظ افسانه‌ای «کمبو» است؛ و تأثیرات آمیخته به باورهای هندی، بیانگر کاربرد و حفظ این لفظ باستانی در کتیبه‌ها و متون کهن «کامبوج» است.
نام باستانی کشور کامبوج، «کمبوجیا یا کمبوجیه» بوده‌است، که وابسته به لفظ افسانه ای کمبو است؛ این لفظ باستانی در کتیبه‌ها و متون کهن کامبوج وجود دارد. در داستان‌های فلکوریک کامبوجی، به‌ویژه در افسانه کمبو آمده‌است، که پادشاهی از هند به این سرزمین آمد، و نام خود را به این کشور گذاشت.

## تاریخ
جایاوارمان دوم در سال ۸۰۲ میلادی خود را پادشاه منطقه اعلام کرد و با بنیاد امپراتوری خمر، این امپراتوری توانست ۶۰۰ سال دوام آورده و با تسخیر بیشتر جنوب شرق آسیا به قدرت و ثروت زیادی دست پیدا کند. این پادشاهی که تحت تأثیر زیاد فرهنگی هندی قرار داشت پرستشگاه‌های عظیمی چون آنگکور وات را بنا نهاد و هندوئیسم و سپس بودیسم را به بیشتر جنوب خاوری آسیا گسترش داد. پس از سقوط آنگکور به‌دست آیوتهایا که در سده پانزدهم رخ داد، کامبوج با پادشاهان محلی اداره می‌شد تا اینکه فرانسه این کشور را در میانه‌های سده نوزدهم مستعمره خود کرد.
کامبوج از سال ۱۸۶۳ تا ۱۹۵۳سرزمین تحت‌الحمایه فرانسه تلقی می‌شد و در سال ۱۹۴۱ به اشغال ژاپن درآمد و در همین سال نیز بود که شاهزاده نوردوم سیهانوک به مقام سلطنت رسید.
اشغال توسط ژاپن در سال ۱۹۴۵ پایان یافت و کامبوج توانست پس از ۱۰۰ سال استعمار فرانسویان به رهبری پادشاه در سال ۱۹۵۳ استقلال کامل خود را کسب کند اما سیهانوک در سال ۱۹۵۵ سلطنت را به پدر خود واگذار کرد تا بتواند در فعالیت‌های سیاسی شرکت داشته باشد.
در خلال جنگ ویتنام، نیروهای ویتنام شمالی اردوگاه‌هایی را در داخل کامبوج ایجاد کردند تا به عملیات علیه آمریکاییان مبادرت ورزند و در نتیجه، روابط کامبوج و ایالات متحده تیره شد.
در سال ۱۹۷۰، درحالی‌که شاهزاده سیهانوک، در سفر خارج بود، ژنرال لون نول، نخست‌وزیر، دست به کودتا زد و جمهوری خمر را تشکیل داد و به ریاست‌جمهوری خمر رسید. وی به گسیل نیروهای ارتش برای مقابله با نیروهای ویتنام شمالی در داخل کامبوج مبادرت کرد. سیهانوک به چین پناهنده شد و یک نهضت چریکی را برپا کرد. سیهانوک و طرفداران او با یک گروه شبه نظامی کمونیست به نام خمرهای سرخ که در سال ۱۹۶۰ تشکیل شده بود هم‌پیمان شدند و به ارتش لون نول حمله کردند و بدین ترتیب جنگ داخلی آغاز شد. دولت جمهوری خمر هم‌زمان با حملات ویتنام شمالی و فعالیت چریک‌های کمونیست خمر سرخ مواجه بود که سرانجام در سال ۱۹۷۵، دولت لون نول را سرنگون کردند و با اشغال پنوم پن، پایتخت، حکومت را در دست گرفتند.
در همین برههٔ زمانی، همسایه شرقی کامبوج، یعنی ویتنام نیز درگیر جنگ برای استقلال از فرانسویان بود. در سال ۱۹۵۴ فرانسویان از ویتنام بیرون رانده شدند و دو کشور ویتنام شمالی کمونیست و ویتنام جنوبی متمایل به غرب (پشتیبانی شده از طرف ایالات متحده آمریکا) به وجود آمدند. سپس در فاصله کوتاهی جنگ داخلی در این کشور شدت گرفت و گروهی با نام ویت‌کنگ، متشکل از شبه نظامیان ویتنامی کمونیست (پشتیبانی شده توسط دولت ویتنام شمالی و چین) در جنگل‌های ویتنام جنوبی مستقر شدند و علیه ارتش کشور ویتنام جنوبی به مبارزه پرداختند. در سال ۱۹۶۴ ایالات متحده آمریکا در مبارزه با کمونیست‌ها با ویتنام وارد جنگ شد.
در زمان فرمانروایی شاهزاده سیهانوک، کامبوج توانست بی‌طرفی خود را در جنگ ویتنام با امتیاز دادن اندک به هر دو طرفین حفظ نماید؛ ولیکن با سر کار آمدن لون نول در کامبوج وضعیت تغییر نمود. پس از مسلط شدن لون نول که توسط آمریکایی‌ها نیز پشتیبانی می‌شد، ارتش ایالات متحده با خیال راحت وارد کامبوج شده و شروع به مبارزه علیه گروه شبه‌نظامی ویت کونگ نمود، و بدین ترتیب کامبوج تبدیل به یکی از عرصه‌های مبارزه جنگ ویتنام شد. در طول چهار سال بعد از آن بمب‌افکن‌های ب-۵۲ ایالات متحده با استفاده از بمب‌های آتش‌زا و خوشه‌ای حدود هفتصد و پنجاه هزار کامبوجی را در تعقیب و انهدام خطوط آذوقه‌رسانی نیروهای ویتنام شمالی به قتل رساندند.
جنبش خمرهای سرخ در سال‌های ۱۹۷۰ بسیار محدود بود. رهبر آنان پل پوت در فرانسه تحصیلات خود را به پایان رسانده بود و یک کمونیست طرفدار مائو چین بود. او همچنین مظنون به داشتن رابطه با کمونیست‌های ویتنام شمالی بود. بمباران‌های آمریکایی‌ها و همدستی لون نول با آنان باعث پیوستن نیروهای تازه به جنبش خمرهای سرخ گشت. در آن زمان ویتنام شمالی و چین نیز آموزش‌های نظامی به این گروه می‌دادند. این روال ادامه پیدا کرد به‌طوری‌که در سال ۱۹۷۵ نیروهای پل پوت به مرز هفتصد هزار نفر رسیده بودند؛ بنابراین ارتش لون نول به جز مبارزه با ویتنامی‌های کمونیست، درگیر کارزار با خمرهای سرخ (شاخه کمونیستی در داخل کامبوج) نیز گشت.
خمرهای سرخ به منظور کسب مشروعیت در میان مردم کامبوج، سیهانوک را به عنوان رئیس کشور، که نام آن را به کامپوچیا تغییر داده بودند، برگزیدند اما در سال ۱۹۷۶، با اعلام نظام جمهوری، خیو سامفان را به ریاست جمهوری و پول پوت را به نخست‌وزیری منصوب کردند و سیهانوک مجدداً به خارج پناهنده شد.
حکومت خمرهای سرخ تا سال ۱۹۷۹ و اشغال پایتخت توسط ویتنام شمالی ادامه داشت درحالی‌که صدها هزار تن از شهروندان کامبوج، به خصوص اعضای طبقه متوسط، به دست دولت خمر سرخ به قتل رسیده و بیش از یک و نیم میلیون نفر نیز در اثر بیماری و قحطی جان داده بودند.
نابسامانی و جنگ چریکی کامبوج تا سال ۱۹۸۹ و خروج نیروهای ویتنامی ادامه داشت و در آن سال، هون سن، نخست‌وزیر، با کنار گذاشتن گرایش‌های سوسیالیستی و لغو نظام جمهوری، نام کشور کامبوج را برای این سرزمین برگزید.
در سال ۱۹۹۳، نظام سلطنت به کامبوج بازگشت و سیهانوک مقام سلطنت را مجدداً برعهده گرفت.

## خمرهای سرخ

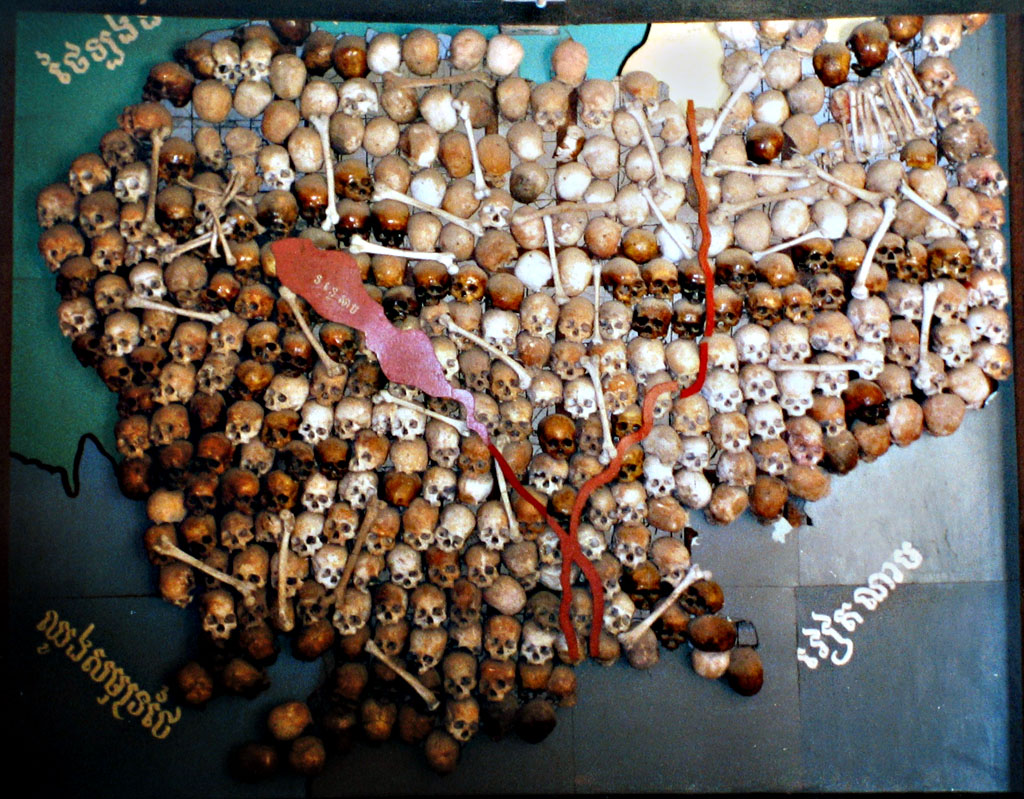
نقشه‌ای از کامبوج که با استخوان‌های قربانیان خمر سرخ ساخته شده‌است. موزه توئول سلنگ.

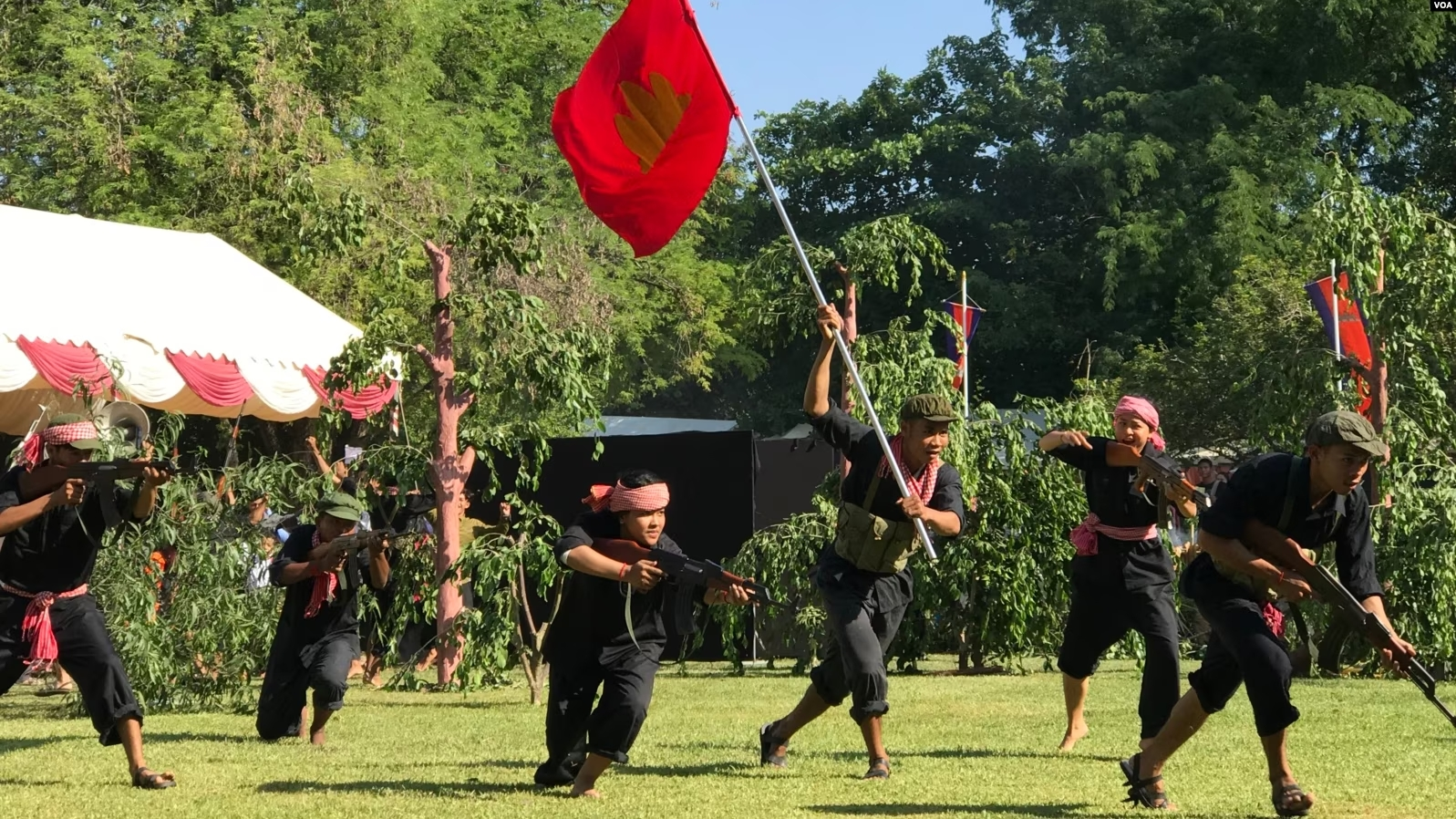
خمرهای سرخ

هسته اصلی خمرهای سرخ در آغاز دههٔ ۱۹۵۰ در محفل بستهٔ چند دانشجوی کامبوجی مقیم پاریس از جمله جوانی به نام «سالوت سار» پایه‌ریزی شد. سالوت سار بعدها با نام مستعار پول پوت در رأس «کمپوچیای دمکراتیک» قرار گرفت، پول پوت منطق استالینی را با ایدئولوژی مائوییستی انقلاب فرهنگی چین و ناسیونالیسم کامبوجی درآمیخت. در پی پایه‌گذاری «کمپوچیای دمکراتیک» نهاد مرموزی به نام «سازمان» (آنگکار) بر کامبوج مسلط شد و این سرزمین را به یک اردوی کار بزرگ بدل کرد.
در هفدهم آوریل ۱۹۷۵ نیروهای «خمر سرخ»، به رهبری پول پوت، شهر دو میلیون و سیصد هزار نفری پنوم پن را اشغال کردند و «جمهوری دمکراتیک کامبوج» را به جای نظام هوادار غرب نشاندند. چهل و هشت ساعت بعد، تمامی جمعیت پایتخت، به فرمان فاتحان، خانه و کاشانه خود را رها کرده و بدون کمترین آمادگی، به سوی روستاها و جنگل‌ها رانده شدند. بدین سان شهر بزرگ پنوم پن به شهر ارواح بدل شد و تنها شماری از صاحب‌منصبان ارشد نظام تازه، همراه با چند شکنجه‌گاه، در آن منزل گزیدند.
مهم‌ترین «بنای تاریخی» پول پوتیسم، مدرسه بزرگی است در قلب پنوم پن که در سال‌های سلطه خمر سرخ به یک شکنجه‌گاه بزرگ با نام «توئول سلنگ» یا «اس ۲۱» بدل شد.
در این مدرسه پیشین، که امروز «موزه کشتار عام» نام گرفته، حدود بیست هزار نفر بازجویی و شکنجه شدند که نزدیک به پانزده هزار نفر آن‌ها ناپدید شدند. شمار زیادی از شکنجه‌شدگان «توئول سلنگ» در کشتارگاهی موسوم به «چونگ اک»، در پانزده کیلومتری پنوم پن، نابود شدند.
در هفتم ژانویه ۱۹۷۹ در پی یک هجوم سراسری به کامبوج، ارتش ویتنام شهر پنوم پن را اشغال کرد، نظام خمر سرخ فرو ریخت و جمهوری دمکراتیک کامبوج (به رهبری پول پوت) جای خود را به جمهوری خلق کامبوج (که گوش به فرمان ویتنام است) سپرد.
تحت حاکمیت خمرهای سرخ همهٔ اشکال مالکیت بر زمین از میان رفتند. جابجایی گسترده و دائمی جمعیت، قتل‌عام‌های مکرر علیه «دشمنان» موجب از هم پاشیدگی فاجعه‌بار بافت جوامع کشاورزی شد و مشکل زمین و مالکیت آن همچنان از معضلات این کشور است.

## سیاست

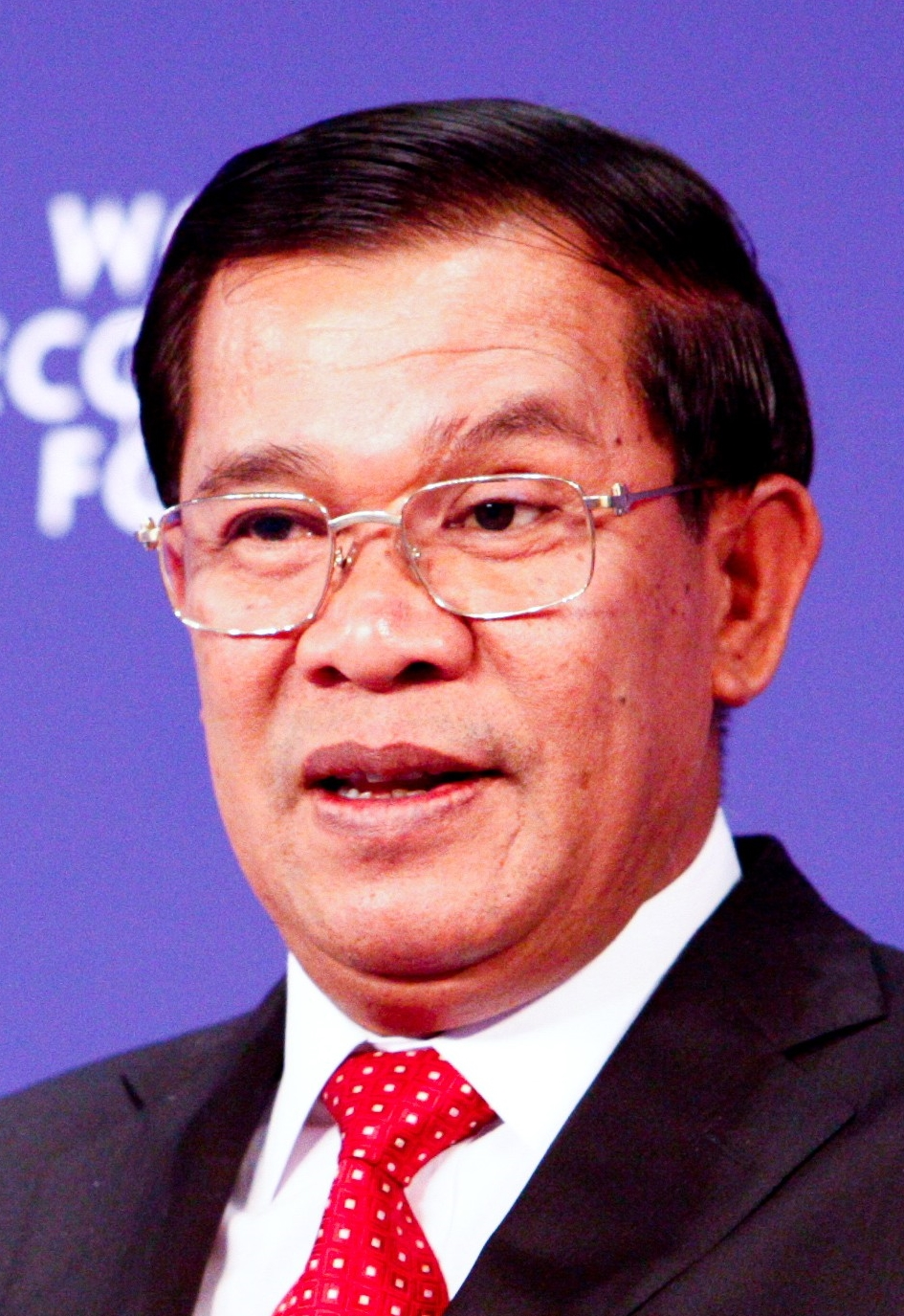
هون سن، نخست‌وزیر کامبوج.

در ۲۱ دسامبر ۱۹۶۵ دولت آمریکا کامبوج را به در اختیار نهادن پناهگاه به ویت‌کنگ‌ها متهم نمود و نظامیان آمریکایی اجازهٔ تهاجم به خاک کامبوج را دریافت کردند. در ۱۴ اوت ۱۹۶۹، دولت لون نول مدافع اتحاد با واشینگتن به قدرت رسید. ۲۹ آوریل ۱۹۷۰ تاریخ اشغال کامبوج توسط نظامیان آمریکایی – ویتنام جنوبی بود. در ۱۷ آوریل ۱۹۷۵ پنوم پن به تصرف خمرهای سرخ درآمد.
هون سن در سال ۱۹۸۵ برای نخستین بار مقام نخست‌وزیری کامبوج را در راس یک دولت سوسیالیستی تحت حمایت ویتنام برعهده گرفت و به همین دلیل، حزب اصلی مخالف در مورد گرایش وی به ادامه سلطنت ابراز تردید کرده بود.
در ۲۵ دسامبر ۱۹۷۸ ارتش ویتنام به کامبوج حمله کرده‌بود و عقب‌نشینی رسمی ۲۶۰۰۰ نفری آخرین سربازان ویتنام از کامبوج از ۲۱ تا ۲۶ سپتامبر ۱۹۸۹ انجام شد.
در ۲۳ اکتبر ۱۹۹۱ با امضای معاهدهٔ پاریس و ممهور کردن معاهدهٔ بازگشت صلح، کامبوج تا سازماندهی انتخاباتی آزاد تحت‌الحمایهٔ سازمان ملل قرار گرفت. در ۲۴ سپتامبر ۱۹۹۳ با صحه نهادن به قانون اساسی، نوردوم سیهانوک مجدداً به مقام شاه برگزیده شد. در ۱ سپتامبر ۱۹۹۸ حزب خلق کامبوج متعلق به هون سن (PPC) در انتخابات با در اختیار گرفتن ۶۴ کرسی از ۱۲۲ کرسی پارلمان (۴۱٪ آرا) به پیروزی رسید.
۲۷ ژوئیه ۲۰۰۳ شاهد پیروزی مجدد حزب خلق کامبوج در انتخابات قانونگزاری کامبوج بود. هرچند که این حزب اکثریت مطلق دو سوم آرا برای اداره کشور را به دست نیاورد.
در ماه ژوئیه سال ۲۰۰۴، و پس از یک سال که از پایان انتخابات عمومی در کامبوج می‌گذشت، سرانجام نمایندگان مجلس رای دادند که هون سن، رهبر حزب مردم کامبوج که دارای اکثریت قاطع در پارلمان نیست، با توافق حزب سلطنت‌طلب فونسیپک دولت جدید را تشکیل دهد.

## تقسیمات کشوری
کامبوج به ۲۴ استان (khaet) و یک منطقه شهری (krong) تقسیم شده‌است. تعداد مناطق شهری کامبوج پیش از سال ۲۰۰۸، چهار منطقه بود.
| شماره | استان          | مرکز           | مساحت (ک. م) | جمعیت     |
| ----- | -------------- | -------------- | ------------ | --------- |
| ۱     | بانتئای میانچی | سیسوفون        | ۶٬۶۷۹        | ۶۷۸٬۰۳۳   |
| ۲     | باتامبانگ      | باتامبانگ      | ۱۱٬۷۰۲       | ۱٬۰۳۶٬۵۲۳ |
| ۳     | کامپونگ چام    | کامپونگ چام    | ۹٬۷۹۹        | ۱٬۶۸۰٬۶۹۴ |
| ۴     | کامپونگ چهنانگ | کامپونگ چهنانگ | ۵٬۵۲۱        | ۴۷۲٬۶۱۶   |
| ۵     | کامپونگ اسپئو  | کامپونگ اسپئو  | ۷٬۰۱۷        | ۷۱۶٬۵۱۷   |
| ۶     | کامپونگ توم    | کامپونگ توم    | ۱۳٬۸۱۴       | ۷۰۸٬۳۹۸   |
| ۷     | کامپوت         | کامپوت         | ۴٬۸۷۳        | ۵۸۵٬۱۱۰   |
| ۸     | کاندال         | تا خمائو       | ۳٬۵۶۸        | ۱٬۲۶۵٬۸۰۵ |
| ۹     | کپ             | کرونگ کپ       | ۳۳۶          | ۴۰٬۲۰۸    |
| ۱۰    | کوه کونگ       | کوه کونگ       | ۱۱٬۱۶۰       | ۱۳۹٬۷۲۲   |
| ۱۱    | کراتهیه        | کراتیه         | ۱۱٬۰۹۴       | ۳۱۸٬۵۲۳   |
| ۱۲    | موندول‌یری      | سنمونوروم      | ۱۴٬۲۸۸       | ۶۰٬۸۱۱    |
| ۱۳    | اودار میانچی   | سامرائونگ      | ۶٬۱۵۸        | ۱۸۵٬۴۴۳   |
| ۱۴    | پایلین         | پایلین         | ۸۰۳          | ۷۰٬۴۸۲    |
| ۱۵    | پنوم پن        | پنوم پن        | ۷۵۸          | ۲٬۲۳۴٬۵۶۶ |
| ۱۶    | پریاه سیهانوک  | سیهانوک‌ویل     | ۸۶۸          | ۱۹۹٬۹۰۲   |
| ۱۷    | پریاه ویهیار   | تبنگ میانچی    | ۱۳٬۷۸۸       | ۱۷۰٬۸۵۲   |
| ۱۸    | پورسات         | پورسات         | ۱۲٬۶۹۲       | ۳۹۷٬۱۰۷   |
| ۱۹    | استان پری ونگ  | پری ونگ        | ۴٬۸۸۳        | ۹۴۷٬۳۵۷   |
| ۲۰    | راتاناکیری     | بانلونگ        | ۱۰٬۷۸۲       | ۱۴۹٬۹۹۷   |
| ۲۱    | سیه‌م رئاپ      | سیه‌م رئاپ      | ۱۰٬۲۲۹       | ۸۹۶٬۳۰۹   |
| ۲۲    | استونگ ترنگ    | استونگ ترنگ    | ۱۱٬۰۹۲       | ۱۱۱٬۷۳۴   |
| ۲۳    | سوای ریه‌نگ     | سوای ریه‌نگ     | ۲٬۹۶۶        | ۴۸۲٬۷۸۵   |
| ۲۴    | تاکئو          | تاکئو          | ۳٬۵۶۳        | ۸۴۳٬۹۳۱   |

## جغرافیا

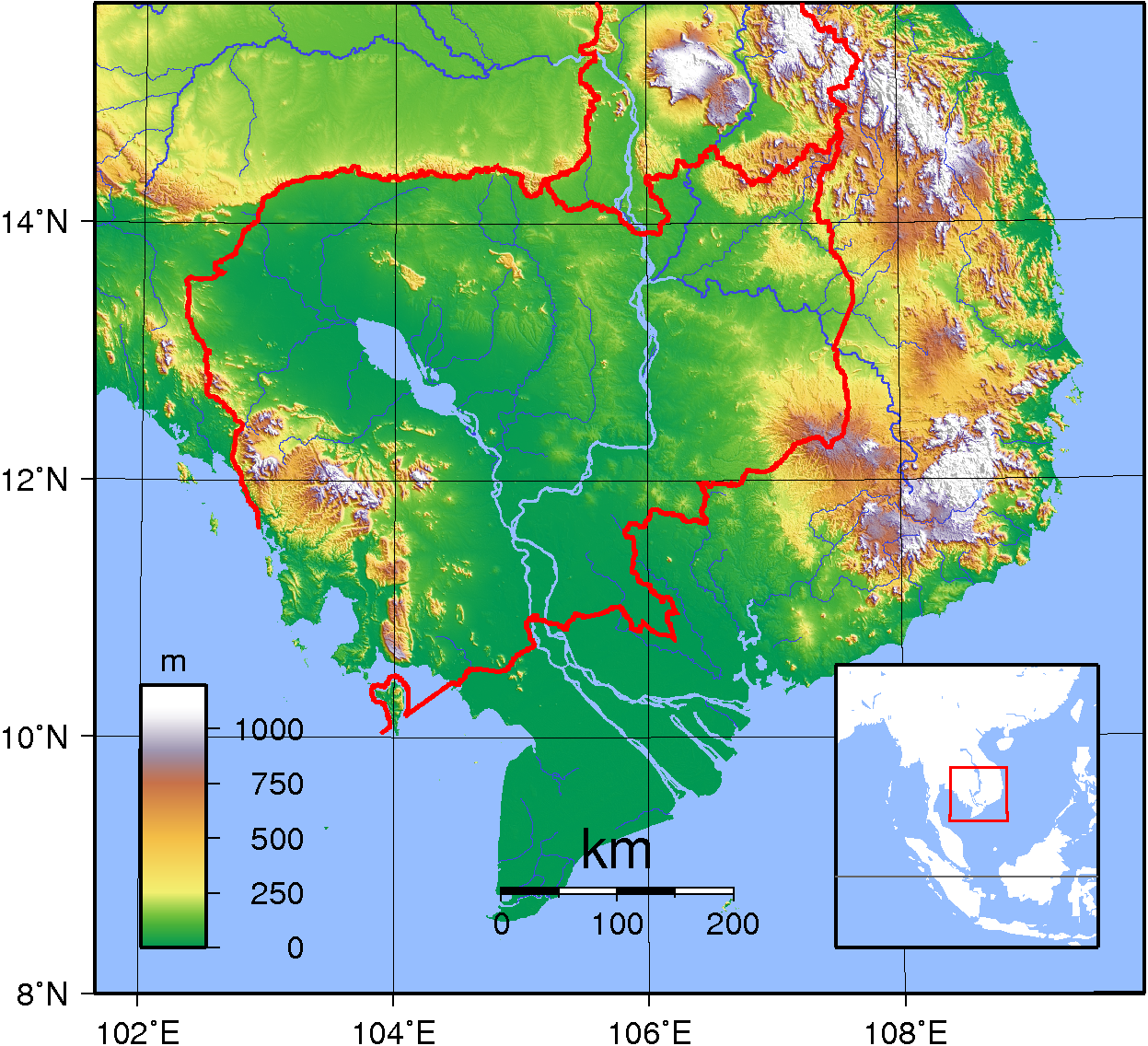
نقشه توپوگرافیک کامبوج.

مساحت کامبوج ۱۸۱٬۰۳۵ کیلومتر مربع است. این کشور از سمت شمال و غرب با تایلند، از سمت شرق و جنوب با ویتنام، و از نواحی شمالی با لائوس هم‌مرز است. کامبوج به خلیج سیام و آبراه‌های ویتنام دسترسی دارد.
از سوی جنوب، کامبوج در کرانه خلیج تایلند دارای یک خط ساحلی حدود ۴۴۱ کیلومتری است. به‌جز در جنوب شرقی، همه مرزهای کامبوج را مناطق کوهستانی کم‌ارتفاع تشکیل می‌دهند. در میانه این مرزها دشت بزرگی قرار دارد که قلب سرزمین کامبوج را تشکیل می‌دهد.
این دشت که سیل‌های پرشمار در طول تاریخ خاک آن را بسیار حاصلخیز کرده‌اند متراکم‌ترین بخش کامبوج از نظر جمعیت است و برنجکاری اصلی‌ترین فعالیت کشاورزی در آن را تشکیل می‌دهد. رودخانه مکونگ، که جریان آن از لائوس در شمال به سوی ویتنام در جنوب شرقی است این منطقه را آبیاری می‌کند.
در مرکز این دشت و در شمال غرب کامبوج دریاچه «تونله ساپ» (به معنی دریاچه بزرگ 'در زبان خمر) قرار دارد. در فصل خشک جریان آب از طریق رودخانه «تونله ساپ» به مکونگ می‌ریزد. در فصل مرطوب، به خاطر سطح بالای آب در مکونگ، جهت جریان این رود نیز تغییر کرده و آب به دریاچه جریان می‌یابد که در نتیجه آن مساحت دریاچه «تونله ساپ» سه برابر می‌شود. در فصول مرطوب این دریاچه از بزرگ‌ترین دریاچه‌های آب شیرین در جنوب شرقی آسیا است.
تقریباً ۷۵ درصد از کامبوج در ارتفاع کمتر از ۱۰۰ متر بالاتر از سطح دریا قرار گرفته‌است. در جنوب غربی کامبوج رشته‌کوه کراوانه واقع شده که بلندترین قله آن «کوه آئورال» با ۱۷۷۱ متر ارتفاع است. این رشته‌کوه دارای شاخه‌ای در امتداد ساحل تا مرز ویتنام است که کوهستان دامرئی (کوهستان فیل) نامیده می‌شود و قلل آن بین ۵۰۰ تا ۱۰۰۰ متر ارتفاع دارند. مرزهای غربی کامبوج با تایلند از یک منطقه کوه و تپه‌ای تشکیل شده که بلندی کوه‌های آن تا حدود ۵۰۰ متر است. در مرز شمالی با تایلند کوه‌های پر فراز و نشیب «دونگرک» با قللی ۷۰۰ متری قرار دارد که پرستشگاه ویهیار پریاه نیز در همین رشته‌کوه واقع است.
تایلند و کامبوج بر سر موضوع مالکیت چند معبد بودایی در مرز دو کشور اختلاف مرزی دارند که به درگیری‌هایی نیز منجر شده‌است.

## اقتصاد

ریل کامبوج دهمین پول رایج بی‌ارزش جهان

اقتصاد کامبوج بر پایه گردشگری و تولید لباس می‌چرخد. به تازگی در آب‌های این کشور منابعی از گاز و نفت یافت شده‌است.
تولید ناخالص داخلی در این کشور ۷۹/۲۵ میلیارد دلار است. هفت میلیون نفر نیروی کار این کشور را تشکیل می‌دهند که ۷۵ درصد از آن‌ها در بخش کشاورزی مشغول به کار هستند.
نرخ بیکاری در کامبوج ۲٫۵ درصد است. ۳۵ درصد از جمعیت این کشور زیر خط فقر زندگی می‌کنند. در سال ۲۰۰۷ نرخ تورم آن ۴٫۴ درصد بود.
فراورده‌های صادراتی این کشور شامل پوشاک، الوار، لاستیک، برنج، ماهی، تنباکو و کفش است که به کشورهای آمریکا (۵۳٫۳ درصد)، هنگ‌کنگ (۱۵٫۲ درصد)، آلمان (۶٫۶ درصد) و انگلیس (۴٫۳ درصد) صادر می‌شود.
محصولات وارداتی این کشور شامل فراورده‌های نفتی، سیگار، طلا، مواد ساختمانی، ماشین‌آلات، وسایل نقلیه موتوری و محصولات دارویی است که از هنگ‌کنگ (۱۸٫۱ درصد) چین (۱۷٫۵ درصد)، تایلند (۱۳٫۹ درصد)، تایوان (۷/۱۲ درصد)، ویتنام (۹ درصد)، کره جنوبی (۴٫۹ درصد)، ژاپن (۴٫۳ درصد) و سنگاپور (۵٫۳ درصد) وارد می‌شود.

## کشاورزی و دامپروری
بر اساس گزارش فائو این کشور دارای ۵٬۵۶۶٬۰۰۰ هکتار اراضی کشاورزی و ۸٬۶۹۱٬۰۰۰ هکتار اراضی جنگلی می‌باشد
مهم‌ترین محصولات کشاورزی و باغی این کشور در سال ۲۰۱۹ به این شرح می‌باشد:
کاساوا (۱۳٬۷۳۰٬۰۰۰ تن) - ذرت (۱٬۴۱۰٬۰۰۰ تن) - برنج (۱۰٬۸۸۶٬۰۰۰ تن) - سویا (۱۷۵٬۰۰۰ تن) - نیشکر (۶۶۰٬۰۰۰ تن)
همچنین کامبوج دارای ۶۰۵٬۰۰۰ راس گاومیش - ۲٬۸۴۸٬۰۰۰ راس گاو و ۲٬۱۰۲٬۰۰۰ راس خوک بوده‌است.

## مردم
| دین در کامبوج | دین در کامبوج | دین در کامبوج | دین در کامبوج | دین در کامبوج |
| ------------- | ------------- | ------------- | ------------- | ------------- |
| دین           | دین           |               | درصد          | درصد          |
| بوداگرایی     | بوداگرایی     |               | ۹۶٫۴٪         | ۹۶٫۴٪         |
| اسلام         | اسلام         |               | ۲٫۱٪          | ۲٫۱٪          |
| مسیحیت        | مسیحیت        |               | ۱٫۳٪          | ۱٫۳٪          |
| بقیه          | بقیه          |               | ۰٫۳٪          | ۰٫۳٪          |

شاخه هینه‌یانه (تراوادا) از بودیسم مذهب رسمی کشور کامبوج است و بیش از ۹۵ درصد از مردم این کشور پیرو این کیش هستند. سنت‌های بودایی هینه‌یانه در کامبوج ریشه‌دار و گسترده هستند و ۴۳۹۲ نیایشگاه بودایی در سراسر این کشور پراکنده‌است. چینی‌ها و ویتنامی‌های ساکن کامبوج پیرو شاخه مهایانه از بودیسم هستند.
خمرهای سرخ در اواخر دهه ۱۹۷۰ مذهب و از جمله بوداگرایی را سرکوب می‌کردند اما بودیسم پس از پایان دوره آن‌ها دوباره با احیا و تقویت روبه‌رو شده‌است.
اسلام دین اکثریت در میان اقلیت‌های چام و مالای است و بیشتر آن‌ها سنی‌های شافعی هستند. تعداد مسلمانان کامبوج ۳۰۰ هزار نفر و تمرکز آن‌ها در استان کامپونگ چام است. در کامبوج ۲۰ هزار مسیحی کاتولیک زندگی می‌کنند که ۰٫۱۵ درصد از جمعیت کشور را تشکیل می‌دهند.
ویرانی‌هایی که در ۱۹۷۹، در کامبوج اتفاق افتاد، هزاران هزار مقیم این کشور را از سرزمین مادری خود دور کرد. در حدود صد و پنجاه هزار نفر به آمریکا مهاجرت کردند و مقیم آنجا شدند. در حدود یک سوم از این افراد در منطقه‌ای به نام لانگ بیچ واقع در کالیفرنیا، خانه‌هایی ساختند و در آنجا سکنا گزیدند؛ بنابراین، بیشترین تمرکز مهاجران کامبوجی در این منطقه است.

## فرهنگ

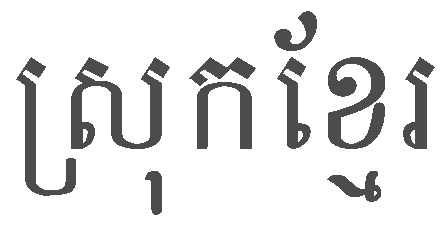
واژه کامبوج به خط خمر

فرهنگ کامبوج هم فرهنگ اکثریت قومی دشت پست مرکزی را شامل می‌شود و هم فرهنگ ۲۰ قبیله و قومیتی که در مناطق تپه‌ای و کوهستانی این کشور زندگی می‌کنند. نورودوم سیهانوک، پادشاه پیشین کشور، این قومیت‌ها را «خمر لوئیو» نامید تا همبستگی میان دشت‌نشینان و کوه‌نشینان را تقویت کند.
سربندهای پارچه‌ای به نام کراما ازجمله پوشاک ویژه مردم کامبوج است. روش سلام دادن معروف به سامپیا که در آن کف دو دست برهم قرار داده می‌شود روش درود و احترام رایج در میان مردم کامبوج است. فرهنگ خمر در دوران امپراتوری خمر سبک‌های ویژه‌ای از رقص، معماری و پیکرتراشی را پدیدآورد که این فرهنگ با تمدن‌های همسایه در لائوس و تایلند دادوستدهای فرهنگی داشته‌است.
بون ام تیوک (جشنواره مسابقه قایق‌ها) که به‌طور سالانه برگزار می‌شود پربازدیدکننده‌ترین جشنواره ملی این کشور است.
در برخی سال‌ها به فراخور جشنواره سه‌روزه آب که بزرگ‌ترین کارناوال پنوم‌پن است، ۵ میلیون نفر از نواحی مختلف کامبوج به پایتخت می‌آیند. به هنگام این جشنواره در جزیره الماس که پلی آن را به پایتخت کامبوج وصل می‌کند، نمایشگاه‌های مختلف، رستوران و غرفه‌های متعدد برپا می‌شود و معمولاً زنان فروشنده اجناس در مدت این جشنواره به این جزیره می‌آیند.